# Роб Голдінг
Роберт «Роб» Самуель Голдінг (англ. Robert Samuel "Rob" Holding, нар. 20 вересня 1995, Стелібридж, Англія) — англійський футболіст, захисник клубу «Крістал Пелес».
Виступав, зокрема, за клуб «Болтон Вондерерз», «Бері» та молодіжну збірну Англії.

## Клубна кар'єра
Вихованець футбольної школи клубу «Болтон Вондерерз». З 2014 року почав залучатися до основної команди клубу, проте у дорослому футболі дебютував 2015 року, граючи на умовах оренди за «Бері».
Того ж 2015 року повернувся до «Болтон Вондерерз», де провів наступний сезон своєї ігрової кар'єри. Більшість часу, проведеного у складі «Болтона» після повернення, був основним гравцем захисту команди.
До складу клубу «Арсенал» приєднався 2016 року. Відтоді встиг відіграти за «канонірів» 4 матчі в національному чемпіонаті.

## Виступи за збірну
З 2016 року залучається до молодіжної збірної Англії.

## Статистика виступів

### Статистика клубних виступів
| Сезон             | Команда            | Чемпіонат         | Чемпіонат | Чемпіонат | Національний кубок | Національний кубок | Національний кубок | Континентальні кубки | Континентальні кубки | Континентальні кубки | Інші змагання | Інші змагання | Інші змагання | Усього | Усього |
| Сезон             | Команда            | Ліга              | Ігор      | Голів     | Ліга               | Ігор               | Голів              | Ліга                 | Ігор                 | Голів                | Ліга          | Ігор          | Голів         | Ігор   | Голів  |
| ----------------- | ------------------ | ----------------- | --------- | --------- | ------------------ | ------------------ | ------------------ | -------------------- | -------------------- | -------------------- | ------------- | ------------- | ------------- | ------ | ------ |
| 2014–15           | «Бері»             | ФЛ2               | 1         | 0         | КА+КЛ              | 0+0                | 0+0                | -                    | -                    | -                    | -             | -             | -             | 1      | 0      |
| 2015–16           | «Болтон Вондерерз» | ФЛЧ               | 26        | 1         | КА+КЛ              | 3+1                | 0+0                | -                    | -                    | -                    | -             | -             | -             | 30     | 1      |
| 2016–17           | «Арсенал»          | ПЛ                | 1         | 0         | КА+КЛ              | 0+0                | 0+0                | ЛЧ                   | 0                    | 0                    | -             | -             | -             | 1      | 0      |
| Усього за кар'єру | Усього за кар'єру  | Усього за кар'єру | 28        | 1         |                    | 4                  | 0                  |                      | 0                    | 0                    |               | 0             | 0             | 32     | 1      |

## Титули та досягнення
- «Арсенал» (Лондон)

Володар Кубка Англії (2): 2017, 2020
Володар Суперкубка Англії (3): 2017, 2020, 2023